# Centre d'assistance
Pour les articles homonymes, voir Help.
Ne doit pas être confondu avec Hotline ou Centre d'appel.
 (mars 2018).
Le centre d'assistance (terme recommandé en France par la DGLFLF et au Canada par l'OQLF) correspond, selon le dictionnaire terminologique FranceTerme, au service chargé de répondre aux demandes d'assistance émanant des utilisateurs de produits ou de services.
Note : Suivant le degré d'urgence et le niveau de difficulté, le centre d'assistance peut apporter une réponse, donner un conseil, transmettre le problème à un spécialiste.
L'équivalent en anglais est help desk.
Le centre d'assistance constitue le point de contact principal entre la direction des systèmes d'information et les utilisateurs, pour un ou plusieurs secteurs d'activité des services des technologies de l'information et de la communication (TIC), et qui est généralement axé sur la gestion des incidents dans un domaine donné.
Le centre d'assistance fournit des services d'assistance aux utilisateurs, par l'intermédiaire d'un téléassistant pour les aider à résoudre un problème logiciel ou matériel, ou simplement pour lui donner une information dont il a besoin. Dans le langage ITIL, on parle de centre de services.
Différents moyens sont à disposition des techniciens pour apporter ce support : sur site (déplacement sur place), par téléphone via un centre d'appel, par courrier électronique, par internet, ou via une télémaintenance. Il doit en plus de sa tâche de résolution s'assurer qu'aucune demande ne soit perdue ni laissée sans réponse.

## Terminologie
Plusieurs termes sont employés pour désigner le centre d'assistance :
- en anglais, help desk est un terme souvent employé par les locuteurs francophones pour désigner le centre d'assistance. L'expression help desk n'est recommandée ni par la DGLFLF (ce terme ne figure pas dans le vocabulaire des TIC de FranceTerme), ni par l'Office québécois de la langue française, qui privilégie l'expression « centre d'assistance »[2] ;
- dans le cas d'une assistance téléphonique, d'autres termes en anglais sont en usage de la part des locuteurs francophones : call center et hotline ;
- les termes français correspondants peuvent être : centre d'appel (qui n'inclurait que le support de premier niveau), centre de services (vocabulaire ITIL), support utilisateurs.

## Organisation

### Fonctions
Un centre d'assistance a différentes fonctions.
Dans le domaine de l'assistance micro-informatique aux particuliers, les dernières avancées technologiques et la forte augmentation du nombre de foyers français équipés pour Internet font tendre les centres d'assistance actuels vers un mode libre service (selfcare) qui fait participer l'utilisateur à la résolution de son problème. Les avantages sont nombreux : une interactivité plus forte avec l'utilisateur, des réponses capitalisées et souvent mises à disposition de la communauté, une disponibilité maximale 24h24, 7j/7, une image de marque renforcée.
L'utilisateur bloqué doit utiliser un autre appareil connecté sur internet pour pouvoir accéder au portail "selfcare".

### Niveaux d'intervention des services d'assistance et de support
Les centres d'assistance disposent de différents niveaux pour répondre aux différents types de questions.
Ils fournissent généralement aux utilisateurs un point central d'assistance pour tous les problèmes liés à l'informatique.
On considère en général deux niveaux d'intervention, parfois trois :
- Niveau 1 : le centre d'appel (ou call center, front desk). Le téléassistant prend l’appel (ou le courriel), l'enregistre dans une base de données (date, heure, motif), donne un numéro de référence, diagnostique le problème et donne des conseils de base pour sa résolution. Son champ d’action est relativement limité, il a en général à sa disposition une documentation, sur support papier ou électronique, sur les problèmes les plus courants rencontrés par les utilisateurs (en relation avec son intervention) nommée base de connaissances. L'appel peut être référencé.

Si la démarche n’aboutit pas (hors délais, niveau de compétence, etc.), il passe le relais à un intervenant de niveau 2.
- Niveau 2 : le back desk. L'intervenant peut diagnostiquer la panne (si le niveau 1 ne l’a pas déjà fait), faire rentrer le matériel en atelier ou déclencher une intervention sur site. Il est à même de guider le client par téléphone pour la résolution complexe du problème. Selon les systèmes il peut être amené à prendre le contrôle à distance (si la fonctionnalité est existante et s'il dispose des autorisations nécessaires). Selon le guide de bonnes pratiques ITIL, le niveau 2 peut appartenir à différents types :
  - réglementaire,
  - fonctionnel,
  - technique.
- Niveau 3 : c'est le prolongement du niveau 2 par un spécialiste du problème de référence, soit interne, soit externe (fournisseur, éditeur de logiciels, constructeur informatique, etc.).

L'extension du support technique informatique à tous les types de support, et notamment au support métier (ressources humaines, logistique, technique, etc.) constitue le centre de services qui consolide tous les supports et assistance qui soutiennent l'activité du métier.
En général, les centres d'assistance ont un temps d’intervention limité correspondant à la philosophie de leur employeur ou du volume de cas à traiter selon les moyens mis à disposition. Le niveau de qualification aussi est variable selon les prestataires et l’orientation du centre d'assistance (interne-interne ou externe-externe)
Les services d'assistance forment un métier à part entière où le sens du relationnel et la solidité des nerfs sont souvent mis à rude épreuve au moins autant que les compétences.

### Cellules d'assistance
Dans les entreprises, une ou plusieurs organisations sont dédiées aux services d'assistance. On peut alors parler de cellules d'assistance.
Il arrive fréquemment que la fonction d'assistance soit répartie entre plusieurs cellules d'organisations différentes en fonction de la nature des problèmes à traiter :
- assistance dans les maîtrises d'ouvrage ;
- assistance fonctionnelle ;
- assistance réseau ;
- assistance exploitation ;
- assistance micro-informatique.

Ces cellules sont à différents niveaux d'assistance (1 à 3).
La tendance est à un regroupement des personnes chargées de l'assistance dans des cellules d'assistance. En général, les cellules d'assistance comprennent quelques personnes seulement.
L'idéal proposé par les bonnes pratiques ITIL est de parvenir à un point de contact unique entre les utilisateurs qui envoient leurs demandes et le centre d'assistance.

### Sous-traitants de la fonction assistance
À partir de 2000 environ, les grandes entreprises ont commencé à externaliser les services d'assistance en les sous-traitant auprès d'entreprises SSII (Infogérance), l'objectif principal étant de réduire le coût. C'est ainsi qu'il arrive que le technicien soit localisé dans un pays étranger.
Étant donné le caractère interne de ce changement d'organisation, peu d'informations sont disponibles sur le niveau de qualité du service rendu (engagement de service).

## Aspects méthodologiques
Selon le guide de bonnes pratiques ITIL, les services du centre d'assistance sont l'un des éléments fournis par le centre de services.

## Logiciels de gestion des services d'assistance
Les centres d'assistance utilisent généralement des logiciels spécialisés dans le traitement des demandes d'assistances des utilisateurs.